# Asociación Deportiva Tarma
Pour les articles homonymes, voir ADT.
Maillots
Actualités
L'Asociación Deportiva Tarma, plus connue sous le sigle Tarma, est un club péruvien de football situé à Tarma au centre du Pérou.

## Histoire
Fondé à Tarma le 18 juin 1929, l'AD Tarma remporte la Copa Perú en 1979, ce qui lui donne l'occasion d'accéder en 1re division du Pérou. José Chacaltana, gardien de but de l'équipe, en était également l'entraîneur. Pour sa première participation au sein de l'élite, en 1980, le club s'octroie les services de l'entraîneur argentin Sabino Bártoli et du gardien de but international péruvien Ottorino Sartor, choix qui s'avèrent payants puisqu'il atteint la 3e place, son meilleur classement historique en D1.
Le Vendaval Celeste – son surnom – reste présent au plus haut niveau de 1980 à 1991, soit douze saisons d'affilée, avant de retourner en 1992 à sa ligue d'origine. Après s'être fait discret dans les années 1990 et 2000, le club atteint les demi-finales de la Copa Perú en 2010, instance où il s'incline devant l'Alianza Unicachi (2-0, 0-3). Neuf ans plus tard, il en atteint les quarts de finale, éliminé par le Sport Chavelines (2-1, 0-3).
En 2021, l'ADT remporte sa deuxième Copa Perú en s'imposant aux tirs au but sur l'Alfonso Ugarte (0-0, 5-3tab). Cela lui permet de revenir en D1, 31 ans après sa dernière apparition à ce niveau.
Artisan du retour du club parmi l'élite, Juan Carlos Bazalar est pourtant débarqué à une journée de la fin du tournoi d'ouverture du championnat 2022. Le 4 juillet 2022, il est remplacé par Franco Navarro. Ce dernier parvient à qualifier l'ADT à son premier tournoi international : la Copa Sudamericana 2024.

## Résultats sportifs

### Palmarès
| Compétitions nationales                       | Compétitions régionales |
| - Copa Perú (2) : - Vainqueur : 1979 et 2021. | - Championnat du Centre (3) : - Vainqueur : 1984, 1985 et 1990-II. - Ligue de la région de Junín (5) : - Vainqueur : 1970, 1975, 1978, 2017 et 2019. |

### Bilan et records

#### Au niveau national
- Saisons au sein du championnat du Pérou : 15 (1980-1991 / 2022-).
- Saisons au sein du championnat du Pérou D2 : 0.

#### Au niveau international
- Copa Sudamericana : 2 participation (2024 y 2025).

## Structures du club

### Stade
Le stade Unión Tarma (es), d'une capacité de 6 000 places, accueille les rencontres de l'AD Tarma et de son voisin, le Sport Dos de Mayo. L'enceinte, en mauvais état, ne remplit pas les conditions requises par la Fédération péruvienne de football pour abriter des matchs de football ce qui obligea le club à jouer certaines rencontres de la Copa Perú à Huancayo en 2019.

## Personnalités historiques de l'AD Tarma

### Joueurs

#### Anciens joueurs
Nicolás Miranda, Alberto Marticorena, Rowland Chumpitaz, Alejandro Mujica, Gonzalo Ginocchio, José Chacaltana (gardien et entraîneur), Luis Camacho, Juan Zapata, Carlos Gutiérrez, Ángel Fuentes et Carlos Gavidia forment partie de l'équipe vainqueur de la première Copa Perú du club en 1979.
Les gardiens de buts internationaux péruviens Ottorino Sartor et Juan Cáceres ont joué pour l'AD Tarma dans les années 1980. L'attaquant Jesús Reyes Guadalupe y joua en 2008.
Marlon Ugarte, Emilio Gutiérrez, Anderson Taype, Gu Rum Choi, David Mendoza, Jardy Portocarrero, Waldir Calderón, Jorge Palomino, Carlos Aliaga et Nelson Dávila forment l'équipe vainqueur de la deuxième Copa Perú du club en 2021.

### Entraîneurs
| - Walter Milera (1977-1978) - José Chacaltana (entraîneur-joueur) (1979) - Sabino Bártoli (1980) - Carlos Carbonell (entraîneur-joueur) (1982) - Diego Agurto (1983-1984) - Miguel Company (1985) - Medardo Arce (1986) - Carlos Carbonell (1989-1991) - Rolando Echegaray (2006) - José Chacaltana (2007-2008) | - Ángel "Maradona" Barrios (2009) - Rolando Echegaray (2009) - Mifflin Bermúdez (2009-2010) - Carlos Dolorier (2011) - José Carlos Suárez (2011) - José Chacaltana (2011) - Jaime Carrión (2012-2013) - Rubén Toribio Díaz (2014) - Miguel Morales (2015) - Marlon Maza (2016) | - Elvis Farfán (2017) - Roberto Tristán (2018) - José Ramírez Cubas (2019) - Pedro Uribe (2019) - Roberto Tristán (2020) - Elmer Castro (2021) - Juan Carlos Bazalar (2021-2022) - Carlos Gutiérrez (intérim) (2022) - Franco Navarro (2022-2023) - Carlos Desio (2023-) |

## Culture populaire

### Rivalités
L'AD Tarma entretient une rivalité locale avec l'autre club de la ville de Tarma : le Sport Dos de Mayo. Cette rivalité est connue sous le nom de Clásico Tarmeño.